# Hans Nieland (Mineraloge)
Hans Otto Julius Karl Nieland (* 13. Juni 1885 in Heidelberg; † 7. Juli 1946 ebenda) war ein deutscher Mineraloge, Professor und Korvettenkapitän der Kriegsmarine.

## Leben
Hans Nieland war ein Sohn der späteren Generalmajors Otto Nieland und seiner Frau Emma, geb. Gegenbaur, einer Tochter des Anatoms Carl Gegenbaur.
Hans Nieland besuchte die Volksschule in Deutsch Eylau und später Gymnasien in Danzig und Halberstadt. In Halberstadt legte er 1905 sein Abitur ab und trat im April 1905 als Seekadett in die Kaiserliche Marine ein. Später diente er bis August 1914 als Wachoffizier auf der Hertha, übernahm dann für kurze Zeit die gleiche Position einschließlich der des II. Torpedooffiziers auf der König. Von August 1914 bis Januar 1915 war er als Wachoffizier auf U 30 und war bis März des gleichen Jahres zur Ausbildung an der U-Boots-Schule. Anschließend wurde er Kommandant von UB 12, bei der U-Flottille Flandern. Von November 1915 bis Januar 1916 führte er das Schulboot UB 25. Bis Dezember 1917 war er Kommandant von U 67. Am 24. April 1916 wurde er zum Kapitänleutnant befördert. Unter seinem Kommando wurden alle Feindfahrten von U 67 durchgeführt, wobei dabei u. a. Schiffe mit knapp 40.000 BRT versenkt wurden. Bis Kriegsende war er zur Disposition in den Admiralstab der Marine versetzt und wurde am 24. November 1919 aus der Marine verabschiedet.
Anschließend war er bis 1920 Mitglied eines Freikorps. Er gehörte als MG-Schütze der Kompanie Oranien in der Garde-Kavallerie-Schützen-Division an und war u. a. am Sturm auf Lichtenberg beteiligt.
Von 1920; in diesem Jahr war er noch im Freikorps aktiv; bis 1925 studierte er an der Universität Heidelberg Chemie mit Nebenfächern Physik, Mineralogie und Geologie. Im Sommer 1923 war er kurz Werkstudent in einer Schwefelsäurefabrik in Gelsenkirchen. Während der französischen Pfalzbesetzung war er Vertrauensmann des Wehrkreiskommandos Stuttgart für die Pfalz und Angehöriger des Grenzschutzes Baden. 1925/26 war er Privatassistent von Artur Stollé, bei dem er auch promovierte, und arbeite zusätzlich unter Otto Erdmannsdörffer und Ernst Anton Wülfing am mineralogischen Institut der Universität. Im November 1926 promovierte er mit dem Titel Ueber disubstituierte Carbaminsäureazide. Im darauffolgenden Jahr wurde er Privatassistent von Erdmannsdörffer. Ab 1928 war er Vollassistent am Mineralogisch-petrographischen Institut der Universität Heidelberg. Als Mineraloge und Petrograph nahm er 1929/30 an der 2. Hessischen Grönlandexpedition teil. Der erste Reiseteil wurde bis zu dessen Verschwinden im März 1930 durch den Geologen Hans Krüger geleitet, wobei neben den beiden noch Friedrich Karl Drescher-Kaden und der landeskundige Däne Åge Rose Bjare aus Kopenhagen, welcher ebenfalls mit Krüger verschwand, an der Expedition teilnahm.
Anschließend wurde er Privatdozent, was er bis 1939 blieb. 1930 schloss er seine Habilitation mit dem Thema Beitrag zur Kenntnis der Deckenbasalte von Westgrönland ab. Ab 24. Juni 1935 war er außerplanmäßiger Professor für Mineralogie und Petrographie an der Universität Heidelberg. Am 26. März 1940 wechselte er als Professor für Mineralogie und Petrographie an die Universität Rostock. Hier war er als Nachfolger von Carl Wilhelm Correns bereits ab April 1939 in Vertretung Leiter des Lehrstuhls für Mineralogie und Geologie und stellvertretender Direktor des Mineralogisch-Petrographischen Instituts. Im Januar 1940 wurde er ordentlicher Professor an der Universität Rostock und war ab Oktober 1941 auch Direktor des Mineralogisch-Petrographischen Instituts.
Ab April 1941 diente Nieland in der Kriegsmarine. Hierdurch war mit Unterbrechung ab Mai 1941 und erneut ab März 1942 bis Januar 1944 Ernst Otto Baier für Nieland als Lehrstuhlvertreter eingesetzt. In der Kriegsmarine war er von 1941 bis Januar 1944 Hauptreferent in der Amtsgruppe Nautik, später 6/Skl, im OKM. Am 1. Dezember 1941 war er zum Korvettenkapitän z. V. befördert worden. Anschließend war er bis Kriegsende Chef der Nautisch-wissenschaftlichen Abteilung (6/Skl II) in 6/Skl (Amtsgruppe Nautik).
Bis 1929 war er aktives Mitglied der DNVP. Ab 1933 war er Mitglied des Stadtrats in Heidelberg. Ab demselben Jahr war er an der Universität Heidelberg Vertrauensmann der NS-Dozentenschaft für Wehrfragen und wurde im Zuge der Neuordnung, wobei jüdische oder politisch unerwünschte Personen aus der Universität entfernt wurden, auf Antrag in den zwölfköpfigen Senat der Universität berufen. Ab November 1933 war er Mitglied des NS-Lehrerbundes, der NS-Kriegsopferversorgung und der NS-Volkswohlfahrt. Nieland war auch in der SA, wo er den Dienstgrad eines SA-Obersturmbannführers erreichte. 1935 übernahm er die Leitung der Auslandsabteilung, welche er kontinuierlich nutzte, und der Ferienkurse der Universität, welche er erheblich durch internationale Werbung ausbauen konnte. Am 27. Mai 1937 beantragte er die Aufnahme in die NSDAP und wurde rückwirkend zum 1. Mai desselben Jahres aufgenommen (Mitgliedsnummer 4.270.908).
Im Mai 1944 heiratete Nieland Hildegard Ziegler (* 1895).

## Werke (Auswahl)
- gemeinsam mit Otto Erdmannsdörffer: Über melilithführende Fasinite von Tasmanien. Tilgmann, 1928.